# 武生騒動
武生騒動（たけふそうどう）は、現在の福井県越前市で明治維新後の明治3年（1870年）に発生した暴動。

## 背景
現在の越前市の旧武生市域を当時治めていた本多家は、越前福井藩の陪臣として幕府から大名格の処遇を得てきたが、明治政府が制定した華族制度では、当主の本多副元が華族でなく士族とされた。このことを不服とした旧家臣や町民が変更を求めて行動を起こし、暴動に至り、松村友松ら豪商らが襲撃された。これにより多くが捕縛された。この騒動で、海援隊の一員でもあった関義臣も連座により逮捕された。
騒動後、本多副元は華族に昇格し、この騒動で犠牲になった藩士15名を哀慕するために龍泉寺に成仁の碑を建立した。
新田次郎が騒動を題材にした小説を書いている。